# 和田塚駅
和田塚駅（わだづかえき）は、神奈川県鎌倉市由比ヶ浜三丁目にある、江ノ島電鉄の駅である。駅番号はEN14。駅名は駅南側にある和田義盛戦没地と伝わる「和田塚」に因む。

## 歴史
- 1907年（明治40年）8月16日：開業。

## 駅構造

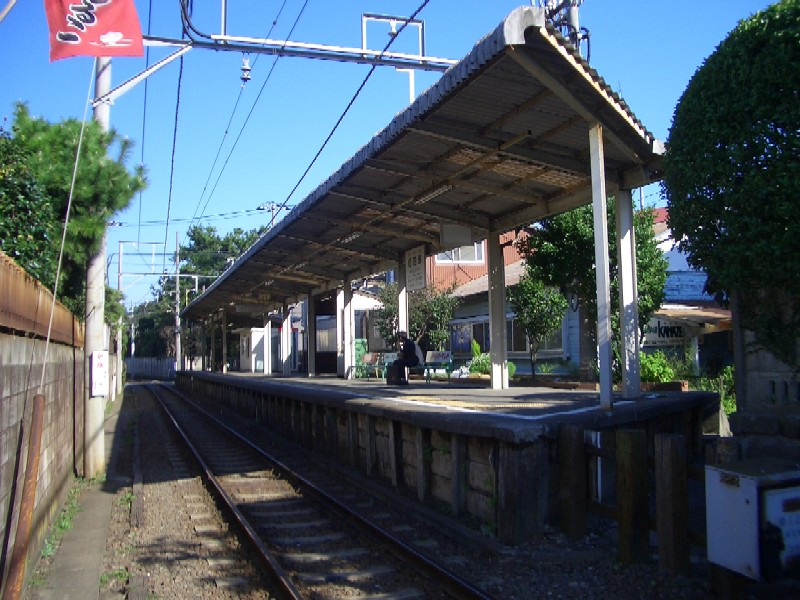
藤沢方からホームを望む（2004年10月）

単式ホーム1面1線を有する地上駅。無人駅である。
鎌倉方の出入口に駅舎があり、自動券売機が1台設置されている。出入口と道路の間はスロープになってバリアフリー化されている。この他、藤沢方からも乗降できるように小さな階段が設置されている。両出入口にはICカード用簡易改札機とタッチ決済・QRコード決済のリーダー機が設置されている。
駅舎の裏にトイレがある。

## 利用状況
2019年（令和元年）度の1日平均乗降人員は1,275人であり、江ノ電全15駅中14位。平日は、近くにある鎌倉市立御成中学校への通学客が多い。
近年の1日平均乗降・乗車人員の推移は下表の通り。
| 年度               | 1日平均 乗降人員 | 1日平均 乗車人員 | 出典     |
| ------------------ | ---------------- | ---------------- | -------- |
| 1995年（平成07年） |                  | 321              | [ * 1 ]  |
| 1998年（平成10年） |                  | 293              | [ * 2 ]  |
| 1999年（平成11年） |                  | 288              | [ * 3 ]  |
| 2000年（平成12年） |                  | 293              | [ * 3 ]  |
| 2001年（平成13年） |                  | 282              | [ * 4 ]  |
| 2002年（平成14年） | 1,011            | 342              | [ * 5 ]  |
| 2003年（平成15年） |                  | 308              | [ * 6 ]  |
| 2004年（平成16年） |                  | 359              | [ * 7 ]  |
| 2005年（平成17年） |                  | 313              | [ * 8 ]  |
| 2006年（平成18年） |                  | 570              | [ * 9 ]  |
| 2007年（平成19年） |                  | 234              | [ * 10 ] |
| 2008年（平成20年） | 638              | 206              | [ * 11 ] |
| 2009年（平成21年） |                  | 194              | [ * 12 ] |
| 2010年（平成22年） |                  | 189              | [ * 13 ] |
| 2011年（平成23年） | 586              | 185              | [ * 14 ] |
| 2012年（平成24年） | 1,118            | 562              | [ * 15 ] |
| 2013年（平成25年） | 1,204            | 678              | [ * 16 ] |
| 2014年（平成26年） | 1,288            | 724              | [ * 17 ] |
| 2015年（平成27年） | 1,334            | 750              | [ * 18 ] |
| 2016年（平成28年） | 1,392            | 780              | [ * 19 ] |
| 2017年（平成29年） | 1,340            | 655              | [ * 20 ] |
| 2018年（平成30年） | 1,375            | 678              | [ * 21 ] |
| 2019年（令和元年） | 1,275            |                  |          |

## 駅周辺
- 和田塚（和田一族之塚）- 鎌倉時代の武将和田義盛の供養塚と伝えられている。
- 六地蔵
- 鎌倉彫工芸館（伝統鎌倉彫事業協同組合）
- 鎌倉海浜公園（由比ガ浜地区）
- 由比ヶ浜海水浴場
- 鎌倉保健福祉事務所
- 鎌倉市立第一小学校
- 鎌倉市立御成中学校
- 鎌倉女学院中学校・高等学校
- 国道134号
- 神奈川県道311号鎌倉葉山線
- 神奈川県道21号横浜鎌倉線
  - 若宮大路 一の鳥居
- 京浜急行バス「六地蔵」停留所、江ノ電バス「六地蔵前」停留所
  - 北側に並行する神奈川県道311号鎌倉葉山線（由比ガ浜大通り）上

## 当駅周辺を舞台とした作品
- 音楽
  - 小川コータ&とまそん 『和田塚ワンダーランド』 - 「海街電車」、収録曲
  - 渡辺大地 『和田塚』 - 「鎌倉高校前〜江ノ電から見える風景〜」、収録曲
  - ASIAN KUNG-FU GENERATION 『和田塚ワンダーズ』

## 隣の駅
江ノ島電鉄
 江ノ島電鉄線
由比ヶ浜駅 (EN13) - 和田塚駅 (EN14) - 鎌倉駅 (EN15)